# Malthodes parvus
Malthodes parvus es una especie de coleóptero de la familia Cantharidae.

## Distribución geográfica
Habita en Rusia.